# Лидская обувная фабрика
ОАО «Ли́дская обувная фабрика» (бел. ААТ «Лідская абутковая фабрыка») — белорусское предприятие лёгкой промышленности, расположенное в городе Лида Гродненской области.

## История
В 1927—1928 годах в Лиде братья Кушелевичи (инженеры-химики по профессии) начали производство резиновых изделий. В 1929 году в их предприятие инвестировали торговец Соломон Мелуп с партнёрами, и они зарегистрировали Акционерное общество резиновой промышленности «Ардаль» (пол. Przemysl gumowy «Ardal» S. A.). Из-за начавшегося мирового экономического кризиса отрасль оказалась в тяжёлом положении, но в 1931 году Мелуп выкупил обанкротившегося лидера польского рынка, компанию «PePeGe» (пол. Polski przemysl gumowy), и объединённая компания «PePeGe» — «Ardal» заняла четверть польского рынка резиновых изделий. В 1930-е годы на предприятии было занято несколько сот тысяч человек (1000 сотрудников в 1935 году), и компания стала одним из крупнейших предприятий по производству резиновых изделий (включая резиновую обувь) в Польской Республике. После вхождения в состав Белорусской ССР в 1939 году фабрика была национализирована, численность работников достигала 1140 человек, производилось 1110 пар обуви ежедневно. В годы Великой Отечественной войны фабрика была частично разрушена. В 1945—1946 годах работа фабрики была восстановлена. В 1949 году введён в эксплуатацию резиновый цех, в 1952 году — 3-й цех мужской обуви, в 1957 году — 7-й цех женской обуви.
До 1953 года фабрика входила в Белорусский трест кожевенно-обувной промышленности «Белкожобувьтрест», в 1953—1957 годы — в Главное управление кожевенной и обувной промышленности «Белглавкожобувьпром», в 1957—1965 годы фабрика подчинялась Управлению лёгкой промышленности Совета народного хозяйства БССР, с 1965 года — в подчинении Министерства лёгкой промышленности БССР. В 1977 году фабрика переименована в честь «60-летия Великого Октября». В 1991 году фабрика стала арендным предприятием. 10 февраля 1992 года фабрика перешла в состав Белорусского концерна по производству и реализации товаров легкой промышленности «Беллегпром».

## Современное состояние
С 1994 года — народное предприятие, с 2000 года — открытое акционерное общество, все акции фабрики принадлежали работникам. В 2006 году фабрика была национализирована: государство выделило предприятию беспроцентный заём и вошло в уставной фонд на сумму заёма, что было эквивалентно 97,49% акций. К 2010 году доля государства была доведена до 98,87%.
Производственная мощность фабрики составляет 1,5 млн пар обуви в год, однако мощности использовались не полностью (21,9% в 2018 году). Проводится сокращение производственных площадей для более эффективного использования территории предприятия. В 2018 году предприятие произвело 338,9 тыс. пар обуви: 126,9 тыс. пар мужской обуви, 159,6 тыс. пар женской обуви и 52,4 тыс. пар детской обуви. 96,3% продукции было реализовано на внутреннем рынке, 3,7% — на внешнем рынке. В настоящее время фабрика специализируется на выпуске обуви из текстильных материалов (в т. ч. из льна) и натуральной кожи.